# Río Cushabatay
Der Río Cushabatay ist ein etwa 215 km (mit Río Panya und Río Pauyo: 314 km) langer linker Nebenfluss des Río Ucayali in Ost-Peru. Er entwässert den zentralen Westen der Provinz Ucayali in der Region Loreto in östlicher Richtung.

## Flusslauf
Der Río Cushabatay entspringt im Nordwesten des Distrikts Pampa Hermosa auf etwa 1180 m Höhe in der Cordillera Azul, einem Gebirgszug der peruanischen Ostkordillere. Der Río Cushabatay fließt anfangs 20 km nach Osten. Anschließend wendet er sich allmählich nach Süden und erreicht eine vorandine Zone. Ab Flusskilometer 140 fließt er nach Südosten. Bei Flusskilometer 116 trifft der Río Aguana von links, bei Flusskilometer 109 der Río Chambira von rechts auf den Río Cushabatay. Bei Flusskilometer 105 durchschneidet er noch einen niedrigen Höhenkamm und erreicht das Amazonastiefland. Der Río Cushabatay nimmt bei Flusskilometer 57 den Río Panya, den bedeutendsten Nebenfluss, von rechts auf. Im Anschluss wendet sich der Río Cushabatay in Richtung Ostnordost. Im Unterlauf bildet er mehrere Flussschlingen und wird dabei von ehemaligen Altarmen gesäumt. Der Río Cushabatay mündet schließlich auf einer Höhe von etwa 128 m 3,6 km ostsüdöstlich der Ortschaft Pampa Hermosa in den nach Norden strömenden Río Ucayali.

## Einzugsgebiet und Hydrologie
Das Einzugsgebiet des Río Cushabatay misst ungefähr 6930 km². Es liegt vollständig innerhalb des Distrikts Pampa Hermosa und reicht von der Cordillera Azul im Westen bis zum Río Ucayali im Osten. Das Einzugsgebiet oberhalb von Flusskilometer 112 sowie Teile des Einzugsgebietes seines Nebenflusses Río Panya befinden sich im Nationalpark Cordillera Azul. Das Einzugsgebiet des Río Cushabatay grenzt im Osten an das des ober- und abstrom gelegenen Río Ucayali, im Südosten an das des Río Pisqui, im äußersten Süden und im Südwesten an das des Río Biavo, im Westen an die Einzugsgebiete von Río Ponacillo, Río Bombonajillo, Río Ponasa und Quebrada Mishquiyacu, im Nordwesten an das der Quebrada Chipaota, im Norden an das des Río Chipurana sowie im Nordosten an die Einzugsgebiete von Río Santa Catalina und Río Sarayaquillo. Der mittlere Abfluss des Río Cushabatay liegt bei etwa 430 m³/s.